# Hruštínka
Hruštínka – duży potok w północnej Słowacji, w dorzeczu Orawy. Płynie na terenie powiatów Dolný Kubín (część dorzecza w górnym biegu) i Namiestów. Długość 20,5 km, powierzchnia dorzecza ok. 81 km². Jest głównym prawobrzeżnym dopływem Białej Orawy, modelującym szeroką dolinę (słow. Hruštínske podolie), otwierającą się w kierunku północno-wschodnim ku Kotlinie Orawskiej.

## Bieg
Źródła potoku znajdują się na wysokości ok. 1270 m n.p.m. na północnych stokach Przełęczy pod Kubińską Halą i Minčola w pasmie Magury Orawskiej. Początkowo spływa w kierunku północnym, lecz wkrótce zmienia go na północno-wschodni. Płynie, mocno meandrując, przez Hrusztyn, Babin i Wasylów, by w Łokczy, na wysokości ok. 620 m n.p.m., ujść, jako prawobrzeżny dopływ, do Białej Orawy. Na całej długości swojego biegu przyjmuje z obu stron znaczną liczbę krótkich dopływów.